# Championnats d'Europe de cross-country 1998
Navigation
Édition précédente Édition suivante
Les 5e Championnats d'Europe de cross-country se sont déroulés le 13 décembre 1998 à Ferrare, en Italie.

## Résultats

### Seniors

#### Hommes

##### Individuel
| Médaille | Athlète          | Temps       |
| Or       | Serhiy Lebid     | 28 min 07 s |
| Argent   | Mohammed Mourhit | 28 min 08 s |
| Bronze   | Driss El Himer   | 28 min 16 s |
| 4e       |                  |             |
| 5e       |                  |             |
| 6e       |                  |             |
| 7e       |                  |             |
| 8e       |                  |             |
| 9e       |                  |             |
| 10e      |                  |             |

##### Par équipes
| Médaille | Athlètes                                                                        | Points |
| Or       | Italie Giuliano Battocletti Gabriele De Nard Umberto Pusterla Gennaro Di Napoli | 53 pts |
| Argent   | Portugal Eduardo Henriques Paulo Guerra João Junqueira José Ramos               | 55 pts |
| Bronze   | Espagne Manuel Pancorbo Julio Rey Martín Fiz Fabián Roncero                     | 68 pts |

#### Femmes

##### Individuel
| Médaille | Athlète          | Temps       |
| Or       | Paula Radcliffe  | 18 min 07 s |
| Argent   | Annemari Sandell | 18 min 10 s |
| Bronze   | Olivera Jevtic   | 18 min 11 s |
| 4e       |                  |             |
| 5e       |                  |             |
| 6e       |                  |             |
| 7e       |                  |             |
| 8e       |                  |             |
| 9e       |                  |             |
| 10e      |                  |             |

##### Par équipes
| Médaille | Athlètes                                                  | Points |
| Or       | Portugal Fernanda Ribeiro Helena Sampaio Albertina Dias   | 16 pts |
| Argent   | France Yamna Belkacem Zahia Dahmani Fatima Yvelain        | 25 pts |
| Bronze   | Roumanie Cristina Iloc Constantina Diţă Luminiţa Gogârlea | 51 pts |

### Juniors

#### Hommes

##### Individuel
| Médaille | Athlète         | Temps       |
| Or       | Yusef El Nasri  | 16 min 50 s |
| Argent   | Ovidiu Tat      | 16 min 51 s |
| Bronze   | Gareth Turnbull | 16 min 55 s |

##### Par équipes
| Médaille | Athlètes    | Points |
| Or       | Espagne     | 28 pts |
| Argent   | Royaume-Uni | 30 pts |
| Bronze   | Roumanie    | 36 pts |

#### Femmes

##### Individuel
| Médaille | Athlète              | Temps       |
| Or       | Katalin Szentgyörgyi | 11 min 51 s |
| Argent   | Ines Monteiro        | 11 min 58 s |
| Bronze   | Sonja Stolic         | 12 min 03 s |

##### Par équipes
| Médaille | Athlètes | Points |
| Or       | Turquie  | 20 pts |
| Argent   | Belgique | 46 pts |
| Bronze   | Roumanie | 49 pts |